# Waco O'Guin
Waco O'Guin (24 de junio de 1975) es un comediante, actor, actor de voz, animador, escritor y productor estadounidense. Es el cocreador, productor ejecutivo y miembro del reparto de la serie animada de Comedy Central Brickleberry junto con el escritor Roger Black. O'Guin y Black se inspiraron para crear Brickleberry por el suegro de O'Guin, un ex guardabosques llamado Woody.
O'Guin también a cocreador y protagonizado en MTV2  Stankervison, la serie de comedia de sketch subterránea The DAMN! Show y una serie de Turner del extinto sitio de comedia, Super Deluxe.
En 2018, O'Guin y Black crearon la serie animada de Netflix Paradise PD.
O'Guin es originario de la ciudad pequeña de Lakeland, Georgia y ganó un concurso nacional de dibujo de Homer Simpson cuando era joven.